# Astiphromma intermedium
Astiphromma intermedium är en stekelart som beskrevs av Constantineanu och Mustata 1976. Astiphromma intermedium ingår i släktet Astiphromma och familjen brokparasitsteklar. Inga underarter finns listade.